# 長野県道361号水穴古間停車場線
長野県道361号水穴古間停車場線（ながのけんどう361ごう みずあなふるまていしゃじょうせん）は、長野県上水内郡信濃町を走る一般県道。

## 概要

### 路線データ
- 起点：上水内郡信濃町大字富濃字水穴（長野県道96号飯山妙高高原線交点）
- 終点：上水内郡信濃町富濃（しなの鉄道古間駅）
- 延長：1.3km

## 交差・接続する道路
- 長野県道96号飯山妙高高原線 - 信濃町大字富濃字水穴（起点）
- 長野県道360号古間停車場野尻線 - 信濃町富濃
- 長野県道364号古間停車場線 - 信濃町富濃